# Timothy Ouma
Timothy Ouma, né le 10 juin 2004 à Nairobi au Kenya, est un footballeur international kényan. Il évolue au poste de milieu offensif au Lech Poznań, en prêt du Slavia Prague.

## Biographie

### En club
Né à Nairobi au Kenya, Timothy Ouma commence sa carrière avec le Nairobi City Stars, qu'il rejoint le 21 août 2020 en provenance de la Laiser Hill Academy. Le 2 septembre 2021, Ouma prolonge son contrat avec le Nairobi City Stars jusqu'en juin 2025.
En août 2022, Ouma rejoint la Suède, en s'engageant avec l'IF Elfsborg. Il signe un contrat courant jusqu'en décembre 2026,.
Suivi de près par l'AS Saint-Étienne lors de l'été 2024 et lors du mercato hivernal 2025, Timothy Ouma rejoint finalement le 2 février 2025 le Slavia Prague, club avec lequel il signe un contrat courant jusqu'en juin 2029.
Le 18 juillet 2025, Timothy Ouma prend la direction de la Pologne en signant en faveur du Lech Poznań sous la forme d'un prêt d'une saison, sans option d'achat,.

### En sélection
Timothy Ouma est convoqué pour la première fois avec l'équipe nationale du Kenya en octobre 2021, par le sélectionneur Engin Fırat (en). Il honore sa première sélection le 11 novembre 2021, lors d'un match contre l'Ouganda. Il entre en jeu et les deux équipes se neutralisent (1-1 score final).